# Limbi romanice orientale

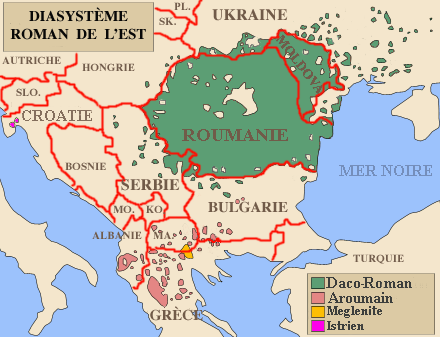
Harta peninsulei Balcanice cu regiunile locuite la începutul secolului al XXI-lea de vorbitorii limbilor romanice de est (româna, aromâna, meglenoromâna, istroromâna).

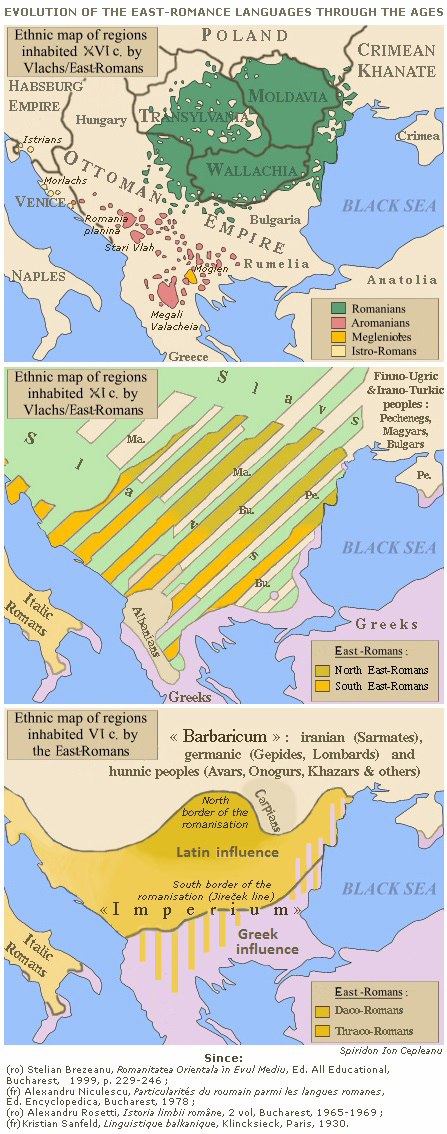
Evoluția istorică a limbilor romanice de est după majoritatea autorilor.

Limbile romanice orientale sau estice formează o grupă de limbi în cadrul subfamiliei limbilor romanice care, la rândul ei, face parte din familia limbilor indo-europene. Acestei grupe îi aparțin limba română, limba aromână, limba meglenoromână și limba istroromână. Majoritatea lingviștilor români consideră că acestea nu sunt limbi aparte, ci dialecte ale limbii române, cel vorbit în spațiul carpato-danubiano-pontic fiind denumit dialectul dacoromân.
Limbile romanice de est s-au desprins dintr-o limbă comună, numită de lingviști protoromână, aproximativ în secolele X-XIII.

## Trăsături comune
Asemănările dintre limbile romanice de est constau în primul rând în profunzimea din evoluția fonetică, în structura gramaticală și în lexicul fundamental.
Există nu numai trăsături comune moștenite din limba latină, ci și inovații comune, din perioada protoromânei, dar și ulterioare, paralele, de exemplu desinența -m de la imperfect persoana I singular și palatalizarea consoanelor labiale.
Există mai multe asemănări între cele trei limbi romanice de est sud-dunărene decât între acestea și română. Dintre graiurile acesteia, cele din vest seamănă mai mult cu limbile sud-dunărene decât celelalte graiuri.

### Fonetică

#### Evoluții ale vocalelor
Vocalele latinești au evoluat în general asemănător în limbile romanice de est. Ordinea limbilor în care se dau exemplele este latină, română, aromână, meglenoromână, istroromână.
- confuzie între [u] și [uː][6] > [u]:

| LŬPUS > | lup  | lup, lúpŭ | lup  | lup        |
| GŪLA >  | gură | gurã      | gură | gurę, ɣura |

- confuzie între [i] și [eː] > [e]:

| LIGŌ > | leg  | leg  | leg  | leg  |
| TRĒS > | trei | trei | trei̯ | trei̯ |

- diftongarea lui [e] accentuat > [je]:

| FĔRRUM > | fier | her, hĭerŭ | i̯er | fl'er |

- diftongarea lui [i] accentuat (> ea), evoluția sa la [ε] în istroromână:

| LIGAT > | leagă | leagã | leagă | lęgę |

- diftongarea lui [o] accentuat (> oa), cu excepția istroromânei, în care a rămas o:

| NOCTEM > | noapte | noapti, noapte | noapti |

- închiderea vocalelor urmate de [n] intervocalic:

| [a] > [ǝ], [ɨ] sau [ɔ] | LĀNA >  | lână | lãnã        | lǫnă | lârę, lâra |
| [e] > [i]              | VENIT > | vine | yini, vinji | vini | vire       |
| [o] > [u]              | BONUS > | bun  | bun, búnŭ   | bun  | bur        |

- închiderea vocalelor pretonice[11]:

| [a] > [ə] | CADĒRE >   | cădere   | cãdeari, cãdeare | cădeari  |                    |
| [o] > [u] | DOMINICA > | duminică | duminicã         | duminică | dumirekę, dumireca |

- închiderea vocalelor neaccentuate finale:

| [a] > [ə], în istroromână [ε] | CASA > | casă | casã | casă | cåsę |
| [o] > [u]                     | AFFLŌ  | aflu | aflu | aflu | åflu |

- [i] neaccentuat final > [j][14], în română, [j] semivocalic în aromână, căderea sa în meglenoromână și în istroromână:

| LUPI > | lupi [lupj] | lúchĭ | lup | lup |

- căderea lui [u] neaccentuat final, în afară de unele dialecte aromâne, în care a evoluat în ŭ (semivocalic).

| LUPUS > | lup | lup, lúpŭ | lup | lup |

#### Evoluții ale consoanelor
Consoanele și grupurile de consoane din latină au cunoscut următoarele evoluții:
- păstrarea consoanelor oclusive surde intervocalice:

| [k] | FOCUS >  | foc | foc, fócŭ | foc | foc |
| [p] | *CAPUM > | cap | cap, cápŭ | cap | cåp |
| [t] | TOTUS >  | tot | tot, tótŭ | tot | tot |

- păstrarea lui [s] intervocalic:

| CASA > | casă | casã | casă | cåsę, cåsa |

- căderea lui [b] și [v] intervocalice:

| CABALLUS > | cal  | cal, cálŭ | cał  | cå  |
| OVIS >     | oaie | oai, oae  | u̯ai̯e | oi̭e |

- excepție comună:

| HABĒRE > | avere | aveari, aveare | veari | (a)vę |

- rotacismul lui [l] intervocalic:

| MOLA > | moară | moarã | moară | morę |

- evoluția lui [ll] intervocalic:

| [ll] > [w], în istroromână [v] | STĒLLA > | stea(uă) | steauã     | steau̯ă | stę(vu) |
| [ll] > [l]                     | CALLIS > | cale     | cali, cale | cali   | cåle    |

- palatalizarea și africatizarea[18] oclusivelor velare și dentale înaintea lui [e] sau [i]:

| [k] > [t͡ʃ] sau [t͡s]                    | CAELUM >            | cer      | tser            | tser     | čer, țer             |
| [t] > [t͡ʃ] sau [t͡s]                    | *FETIOLUS >         | fecior   | ficior, ficĭórŭ | fitšor   | fečor, fețor         |
| [t] + [ia] sau [iu] neaccentuat > [t͡s] | TITIA >             | țâță     | tsãtsã          | tsǫtsă   | tița                 |
| [g] > [d͡ʒ], [d͡z], [ʒ] sau [z]          | GENUC(U)LUM >       | genunchi | dzinuclju       | zinucl'u | žeruŋclʼu, zeruŋcl'u |
| [d] > [ʒ], [gj] sau [z]                | DEOSUM sau DIOSUM > | jos      | nghios, nghĭósŭ | jos      | žos, zos             |

- evoluția lui [kʷ] și [gʷ] + [e] sau [i] la fel ca a lui [k] și [g]:

| [kw] + [e] sau [i] > [t͡ʃ] sau [t͡s]           | CINQUE >  | cinci | tsintsi        | tsints | činč, ținț   |
| [gw] + [e] sau [i] > [d͡ʒ], [d͡z], [ʒ] sau [z] | SANGUEM > | sânge | sãndzi, sãndze | sǫnzi  | sânže, sânze |

- [kʷ] + [a] > [p]:

| AQUA > | apă | apã | apu, apă | åpę, åpa |

- [gʷ] + [a] > [b]:

| LINGUA > | limbă | limbã | limbă | limbę, limba |

- păstrarea grupurilor [bl], [pl] și [fl]:

| *BLASTEMŌ > | blestem | blastim          | blastim          |       |
| PLĒNUS >    | plin    | mplin            | ạmplin           | plir  |
| INFLĀRE >   | umflare | umflari, umflare | anflari, amflari | âmflå |

- palatalizarea lui [l] (> [ʎ]) în grupurile [kl] și [gl], căderea sa în română:

| CLĀMŌ >   | chem | acljem, acljĭémŭ | cl'em | cl'em |
| *GLEMUS > | ghem | gljem, glĭémŭ    | gl'em | gl'ęm |

- [gn] > [mn]:

| LIGNUM > | lemn | lemnu | lemn | lemân |

- [ks] > [ps]:

| COXA > | coapsă | coapsã |

- [kt] > [pt]:

| LACTEM > | lapte | lapti, lapte | lapti | låpte |

- metateza lui [j] precedat de labială (în unele variante [j] > [ʎ]):

| *CUBIUM > | cuib | cuibu | cui̯b | cul'ib, cui̯ib, col'ub |

#### Accentuarea
Accentuarea este liberă și are rol fonologic: cântă ['kɨntə] (indicativ (prezent) vs. [kɨn'tə] (perfect simplu).

### Morfologie
În sistemul morfologic al limbilor romanice de est se observă următoarele trăsături comune:
- păstrarea genului neutru, dar reorganizat, devenit la singular identic cu masculinul și la plural cu femininul;
- formarea pluralului la substantive și adjective: desinențele -e și -le la feminin, -i la masculin, -uri la neutru;
- păstrarea desinenței -e de genitiv-dativ la feminin singular și de vocativ la masculin singular;
- alternanțe vocalice[22] și cumul de mărci;
- articolul hotărât postpus și declinarea articulată;
- articolul demonstrativ (cel, cea, cei, cele) și articolul posesiv-genitival (al, a, ai, ale);
- formarea comparativului cu mai;
- formarea numeralelor cardinale 11 – 19 cu spre: doisprezece;
- formarea numeralului ordinal din articolul posesiv-genitival + numeral cardinal articulat: al doilea;
- declinarea pronumelor personale: de exemplu, formele accentuate de acuzativ din *MENE, *TENE;
- desinența de feminin și neutru plural -le la pronumele posesive: mele, tale, sale;
- păstrarea celor patru conjugări din latină;
- conjunctivul cu să;
- verbe cu sufix la indicativ prezent și la conjunctiv prezent, la conjugarea I (-ez) și la conjugarea a IV-a (-esc);
- perfectul compus cu verbul auxiliar a avea la toate verbele;
- viitorul cu verbul auxiliar a vrea;
- diateza reflexivă cu valoare pasivă;
- formele am (persoana I singular) și are (persoana a III-a singular) ale verbului a avea.

### Sintaxă
Și structurile sintactice ale limbilor romanice de est au trăsături comune, unele tuturor, altele nu tuturor:
- restrângerea folosirii infinitivului și înlocuirea sa cu conjunctivul în propozițiile subordonate având același subiect ca propoziția regentă (Vreau să plec, Am venit ca să rămân), cu excepția istroromânei: Vreț âl ântrebå? „Vreți să-l întrebați?”, Męre lucrå „Merge să lucreze”[23];
- posibilitatea de a nu exprima subiectul prin pronume personal, ci de a-l include, a-l exprima prin desinența predicatului;
- redundanța în exprimarea complementului direct și indirect prin substantive nume proprii și comune de persoane, dublarea sa cu forma neaccentuată a pronumelui personal corespunzător (O iubește pe Maria, Îi arată directorului dosarul), cu excepția istroromânei, în care în lipsa unui context adecvat există risc de confuzie: Bovu ântręba åsiru „Boul îl întreabă pe măgar” sau „Măgarul îl întreabă pe bou”[24];
- topica părților de propoziție relativ liberă, în istroromână foarte liberă;
- concordanța timpurilor relativ liberă.

### Lexic
Lexicul limbilor romanice de est este mai diferit de la o limbă la alta decât structurile lor gramaticale, din cauza surselor de împrumuturi care nu le sunt comune tuturor. Trăsături comune:
- unele cuvinte latine păstrate numai în limbile romanice de est: A(D)STERNO > aștern, LINGULA > lingură;
- unele sensuri specifice ale unor cuvinte latine păstrate numai în aceste limbi: ANIMA > inimă, TENER > tânăr;
- unele cuvinte latine absente numai din limbile romanice de est și înlocuite cu altele, tot latine sau nelatine: GRANDIS înlocuit cu MARE (latinesc), PLORO înlocuit cu PLANGO (latinesc) > plâng, CENTUM înlocuit cu sută (cuvânt de origine slavă sau de substrat) exceptând limba aromână (tsentu);
- cuvinte comune presupuse a proveni din substratul traco-dac: baci, cătun, copac, moș, sâmbure, țap;
- cuvinte și afixe lexicale comune de origine slavă: babă, coasă, nevastă, a plăti, slab, prefixul ne-, sufixul -iță.

## Deosebiri
Înțelegerea reciprocă dintre limbile romanice de est este numai parțială. Aceasta se datorează în primul rând izolării îndelungate dintre ele. Numai aromâna și meglenoromâna sunt relativ apropiate una de alta. Prin urmare, limbile romanice de est au suferit influențe străine diferite, mai ales în ceea ce privește lexicul: influență neogreacă și albaneză asupra aromânei, macedoneană asupra meglenoromânei, croată asupra istroromânei, cultă latino-romanică asupra românei.
Despre deosebiri mai pe larg, vezi articolele Limba aromână, Limba meglenoromână și Limba istroromână.